# Hotel Hilton de Praga
El Hotel Hilton de Praga es un hotel en la ciudad de Praga, la capital de la República Checa. Se encuentra en el centro de la ciudad de Praga, cerca de río Vltava. Fue construido en 1991 y tiene 11 plantas. El hotel ha sido galardonado como el mejor hotel en la República Checa tanto en 2012 como en 2013 en los premios TTG Travel.